# Holger Areskoug
Holger Areskoug, född 1 januari 1768 i Simrishamn, död 27 augusti 1847 i Östra Vemmerlövs församling, var en svensk köpman. Han var son till rådmannen Magnus Holgersson Areschoug, instiftare av det Areskougska fideikommisset och Simrishamns rikaste man.
Efter skolgång i Simrishamn inskrevs han 1785 som student vid Skånska Nationen vid Lunds Universitet, men torde utan ha avlagt examen avbrutit sina studier och återfinnes 1794 som handlande i Ystad. Han var den förste innehavare av fideikommisset vid faderns död 1798 och flyttade dit med sin familj 1816. Holger Areschoug satsade sin förmögenhet på ett handelsfartyg som emellertid blev kapat av engelsmännen omkring 1810. Han bodde i kvarteret Kocken nr 6. Familjen ägde en stor handelsgård vid Stora Östergatan i Ystad. Den låg på norra sidan av gatan i hörnet vid Österportstorg. Gården revs 1970. År 1805 stod Holger Areschoug också som ägare till sin fars gård, "Samuelsonska gården", vid nuvarande Storgatan i Simrishamn.
År 1816 flyttade familjen till Karlaby Gård i Östra Vemmerlöv. Holger Areschoug ändrade stavningen till den som gäller idag. Han är begravd på kyrkogården i Östra Vemmerlöv.
Areskoug var gift med Gertrud Catharina Krumlinde (1772–1831), dotter till Johan Krumlinde och Christina Maria Friis. Paret fick 11 barn tillsammans, varav den äldste sonen var Magnus Ulric Areskoug.